# Robert III de Clarmont
Robert III de Clarmont fou vescomte d'Alvèrnia, fill i successor del seu pare Robert II. Va morir sense successió en data desconeguda, posterior a l'any 962. El va succeir el seu germà Guiu I de Clarmont.